# Syfy
Sci Fi Channel (kendt som Syfy officielt fra juli 2009) er en amerikansk kabel-tv-kanal, lanceret 24. september 1992. Kanalen ejes af koncernen NBC Universal og specialiserer sig i genrer som fiktion, fantasy, skrækfilm og det paranormale.